# Uetze
Uetze is een gemeente in de Duitse deelstaat Nedersaksen, en maakt deel uit van de Region Hannover.
Uetze telt 20.272 inwoners.

## Plaatsen in de gemeente Uetze

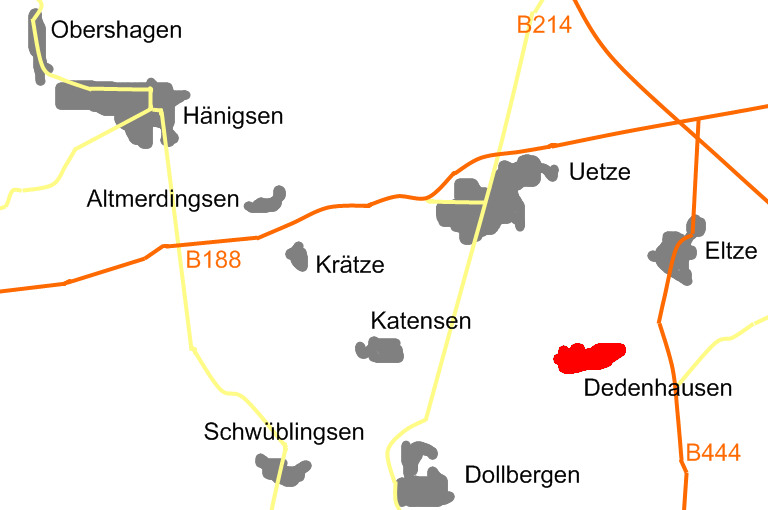
De gemeente Uetze. Dedenhausen is rood gemarkeerd.

- Altmerdingsen
- Dedenhausen
- Dollbergen
- Eltze
- Hänigsen
- Katensen
- Obershagen
- Schwüblingsen
- Uetze

De twee grootste plaatsen in de gemeente zijn Uetze zelf en Hänigsen, met respectievelijk ruim 7.000 en 5.500 inwoners.
De meerderheid van de christenen is traditioneel protestant: in juni 2018 waren van de toen 20.608 inwoners (telling door de gemeente Uetze)  51,0 % (10.501) evangelisch-luthers en 7,4 % rooms-katholiek.

## Ligging en infrastructuur

### Infrastructuur
Door de gemeente lopen drie Bundesstraßen, zie ook bovenstaand kaartje. Dit zijn de B 188, de B 214 en de door Eltze lopende B 444. Deze wegen komen, nog binnen de gemeentegrens van Uetze, bijeen nabij de uitspanning en buurtschap Kreuzkrug. Daarnaast is er een net van goede secundaire wegen. In het tot de gemeente behorende dorp Schwüblingsen leidt een zuidwaarts lopende weg naar het naburige Sievershausen, waar de voor Uetze dichtstbijzijnde aansluiting op een Autobahn is (afrit 51 Hämelerwald van de A2).
Aan de spoorlijn Berlijn - Lehrte liggen in de gemeente Uetze twee kleine stations, namelijk te Dedenhausen en Dollbergen.
Van 1920 tot 1971 had Uetze zelf een station aan de spoorlijn Celle - Braunschweig.
Door de gemeente stroomt de Fuhse, een 100 km lange zijrivier van de Aller. De Fuhse is niet bevaarbaar. Langs haar oevers strekken zich enige natuurgebieden uit.

## Economie
- In de gemeente is het toerisme de belangrijkste middel van bestaan.
- Te Dollbergen is het grootste en belangrijkste bedrijf van de gemeente Uetze gevestigd, Avista Oil. Het is een onderneming, die in een eigen raffinaderij olieproducten, waaronder smeerolie, maakt, en ook afgewerkte olie recycleert. De onderneming heeft nevenvestigingen te Ingelmunster, België, en te Elst (Gld.), Nederland, en verder in o.a. Denemarken en de Verenigde Staten. Er werkten wereldwijd in 2016 ruim 600 mensen.
- Ter plaatse is daarnaast enig midden- en kleinbedrijf, van doorgaans niet meer dan plaatselijke betekenis.
- In de agrarische sector is de verbouw van asperges, uien en aardappelen (belangrijke groothandel in uien en aardappelen te Dollbergen) relatief van belang.
- In de gemeente wonen vrij veel mensen met een werkkring in andere steden in de omgeving, zoals Hannover, Brunswijk en Celle (woonforensen).

## Geschiedenis
Alle dorpen in de gemeente ontstonden in de middeleeuwen rondom kerkjes.
Tot en met de 17e eeuw was Uetze deel van het sterk protestants gekleurde Vorstendom Lüneburg. De bevolking heeft zich altijd meer betrokken gevoeld bij de stad Celle dan bij Hannover, maar bij de gemeentelijke herindelingen van 1974 beslisten de hogere overheden anders. Bij diezelfde herindelingen werden de omliggende dorpen als Ortsteile bij Uetze gevoegd.
Het dorp Hänigsen kent een meer door oliewinning, mijnbouw en door de Tweede Wereldoorlog  gekleurde geschiedenis; er gebeurde o.a. in juni 1946 een zware ontploffing van munitie, waarbij 86 doden vielen.

## Toerisme, bezienswaardigheden
Aan de B 188, ten noordoosten van Uetze, ligt aan de beek Erse een 12 hectare groot pretpark, het Erse-Park, met als hoofdthema dinosauriërs. Het richt zich vooral op gezinnen met kinderen in de leeftijd van 6-13 jaar.
Enkele kilometers ten westen van Uetze liggen enige meertjes. De meeste daarvan, waaronder de Irenensee en de zogenaamde Spreewaldseen, zijn kunstmatig aangelegd en dienen als recreatieplassen, voorzien van bijpassende faciliteiten. Veel van de vakantiechalets in deze wijk zijn in de periode vanaf ca. 2015 tot reguliere huizen voor permanente bewoning verbouwd. Bij de Irenensee ligt een zeer grote camping.
De gehele omgeving van Uetze is rijk aan bos, en dorpjes met schilderachtige, oude kerkjes, kapellen, molens en vakwerkboerderijen. Door de gemeente lopen enkele beken en riviertjes in landschappelijk aantrekkelijke, vaak tot natuurbeschermingsgebied verklaarde, dalen. Er lopen dan ook enkele wandel- en fietsroutes (ook voor meerdaagse tochten) door de gemeente.
Aan de straat Wackerwinkel, een paar kilometer ten zuidoosten van Uetze, is in een gerestaureerde, deels uit 1596 daterende, boerderij een klein streekmuseum (beperkte openingstijden) ingericht. Het complex ligt aan het riviertje de Fuhse.
Het uit 1635 daterende landhuis Junkernhof midden in Uetze, traditioneel de residentie van de  Heren van Uttensen, is privé-bezit en kan niet worden bezichtigd.
Eén van de teerputten bij Hänigsen, waarvan de geschiedenis teruggaat tot de 16e eeuw,  is als industrieel erfgoed tot op de huidige dag als werkend museum (Teerkuhlen-Museum Hänigsen) in bedrijf gebleven.

## Afbeeldingen

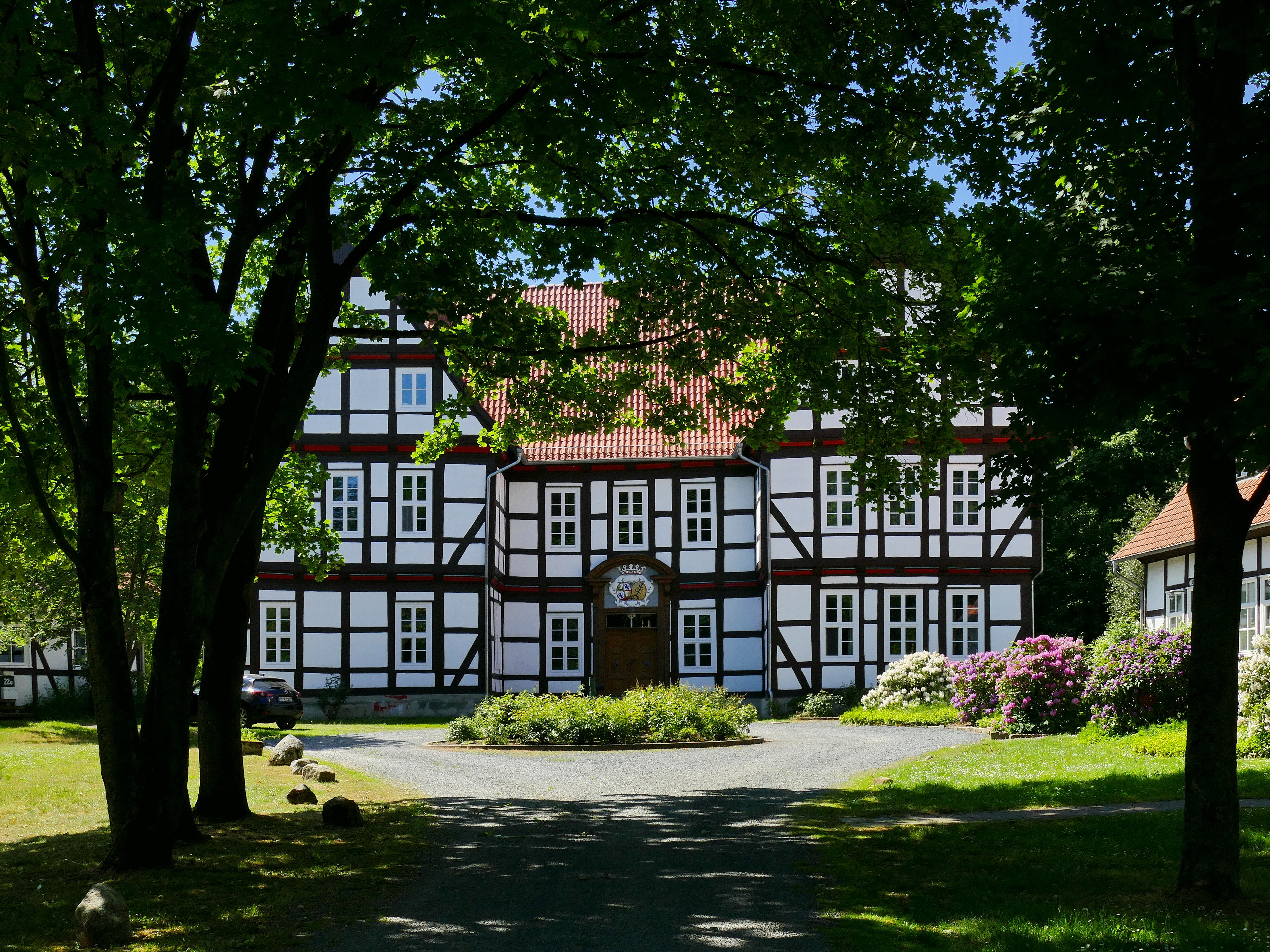
Herenhuis (1635) op landgoed Junkernhof, Uetze
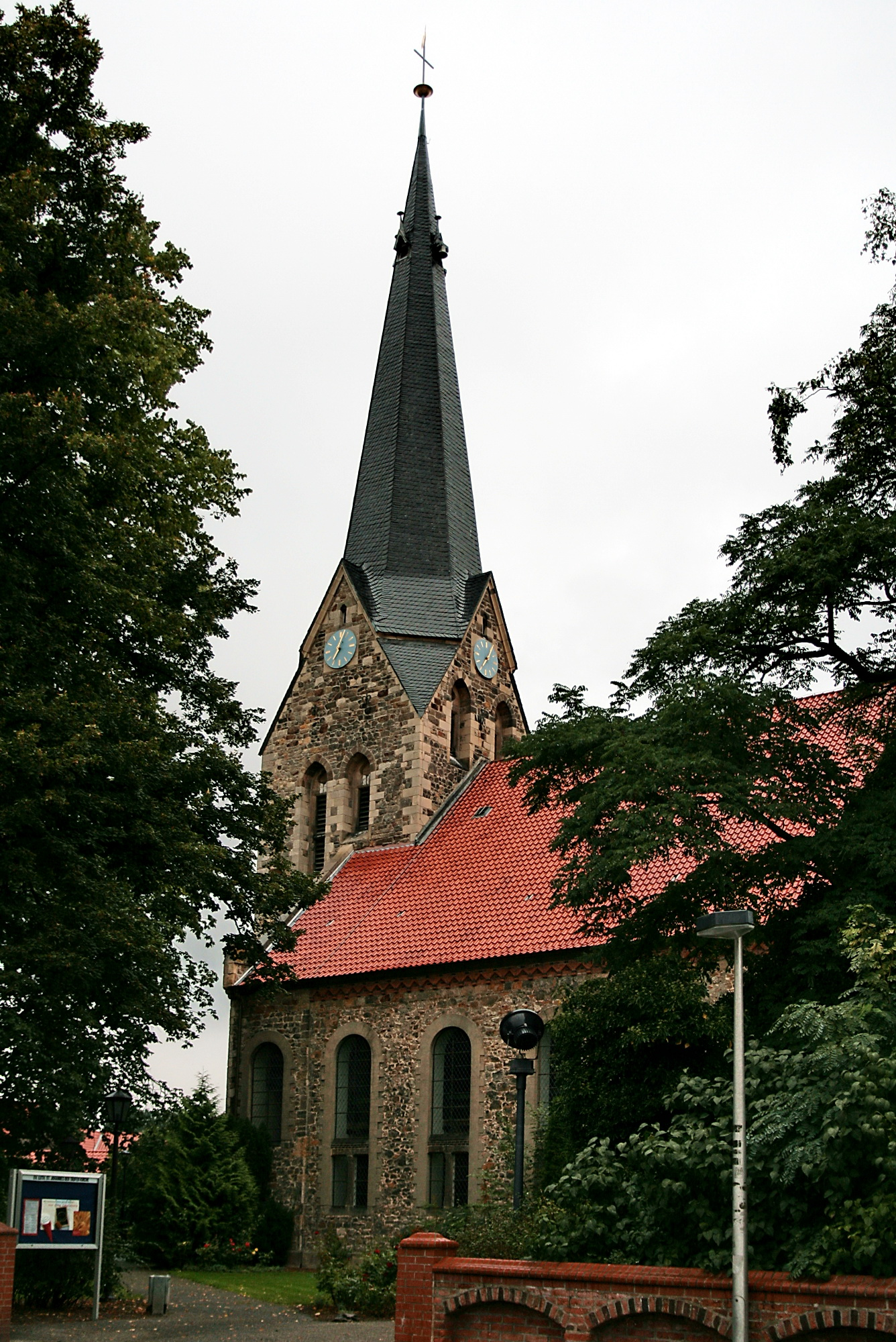
Evang.-lutherse Johannes de Doperkerk, Uetze (1867)
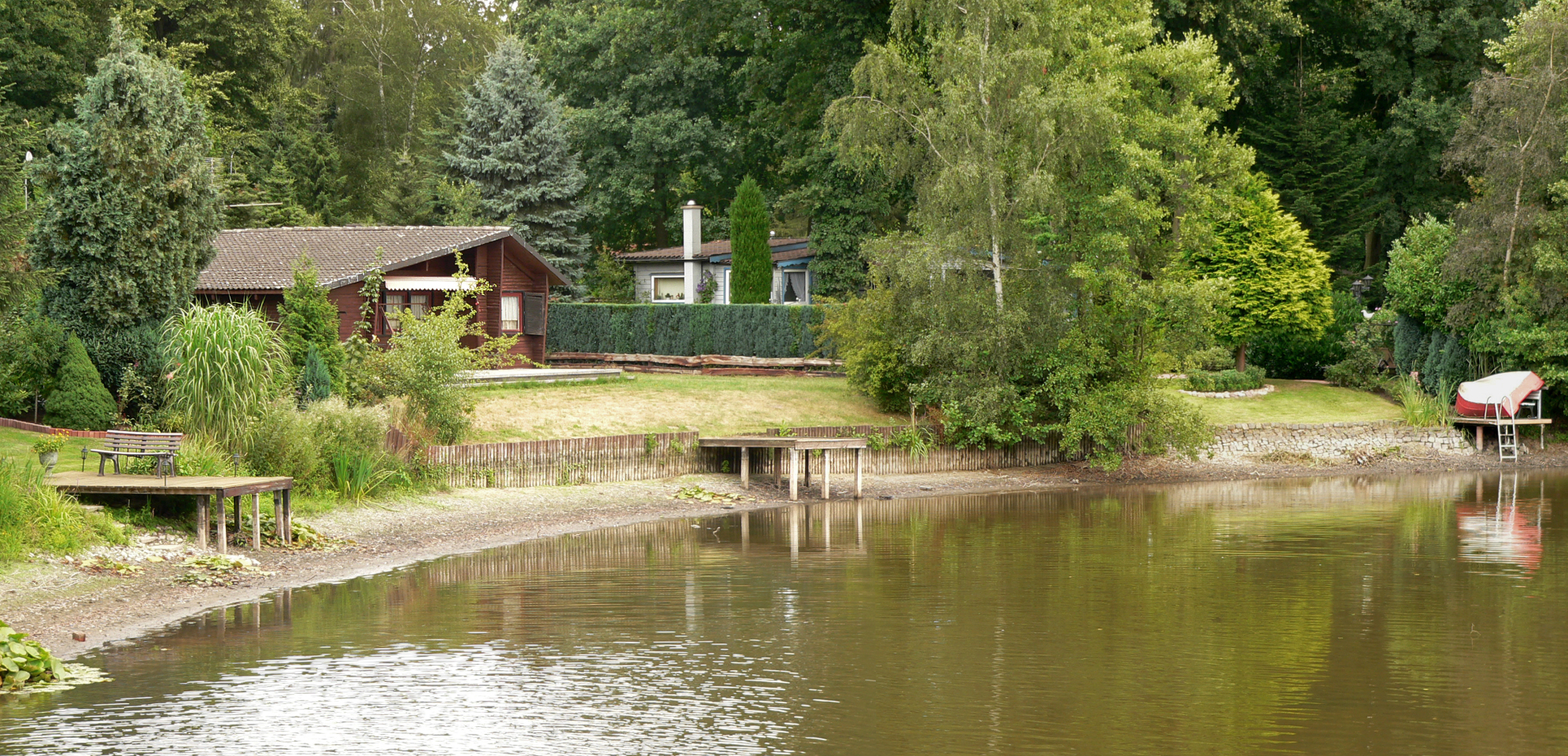
Wijk Spreewaldseen bij Uetze
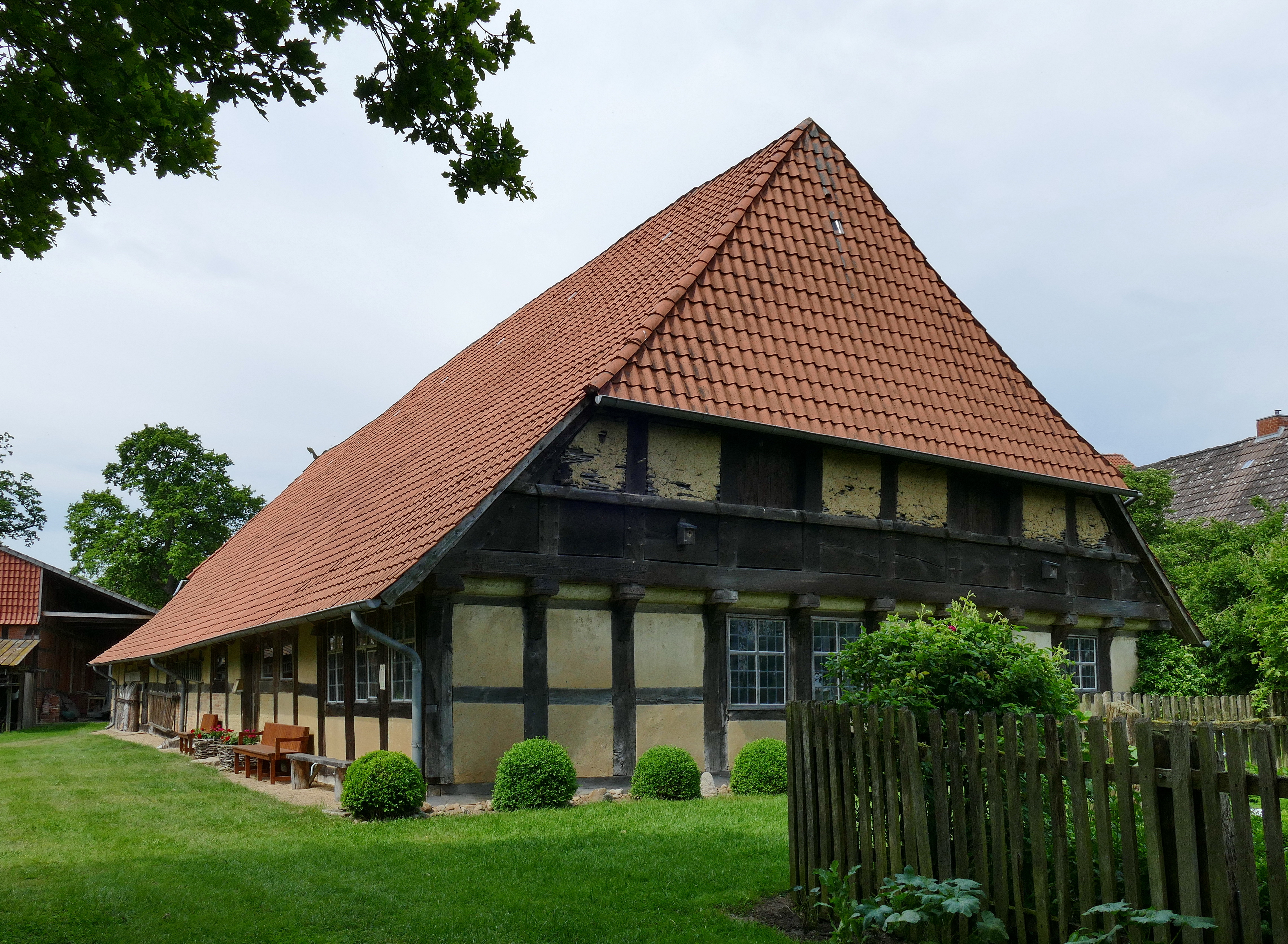
Boerderijtje aan de Wackerwinkel, Uetze
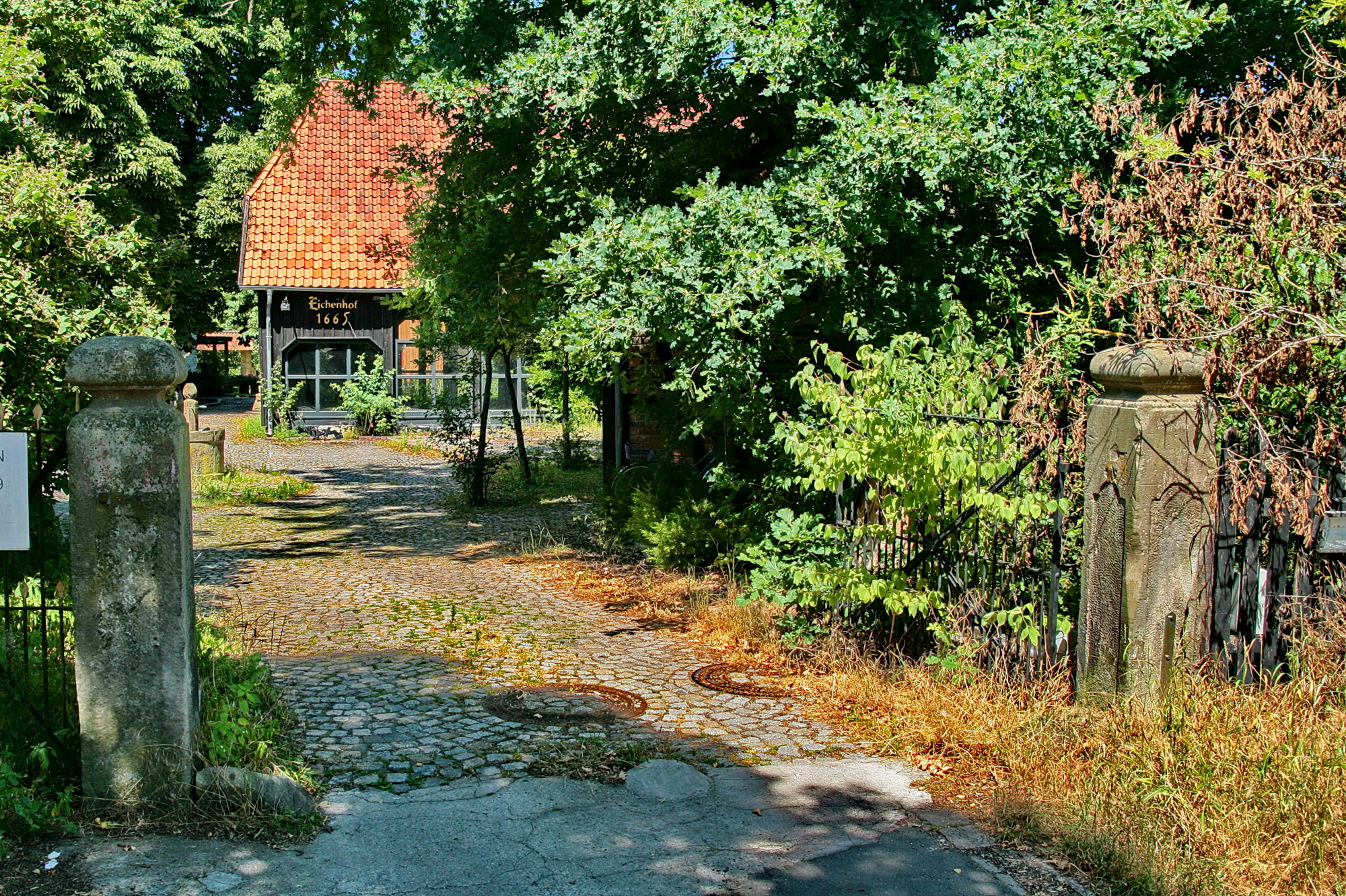
Eichenhof, Dedenhausen
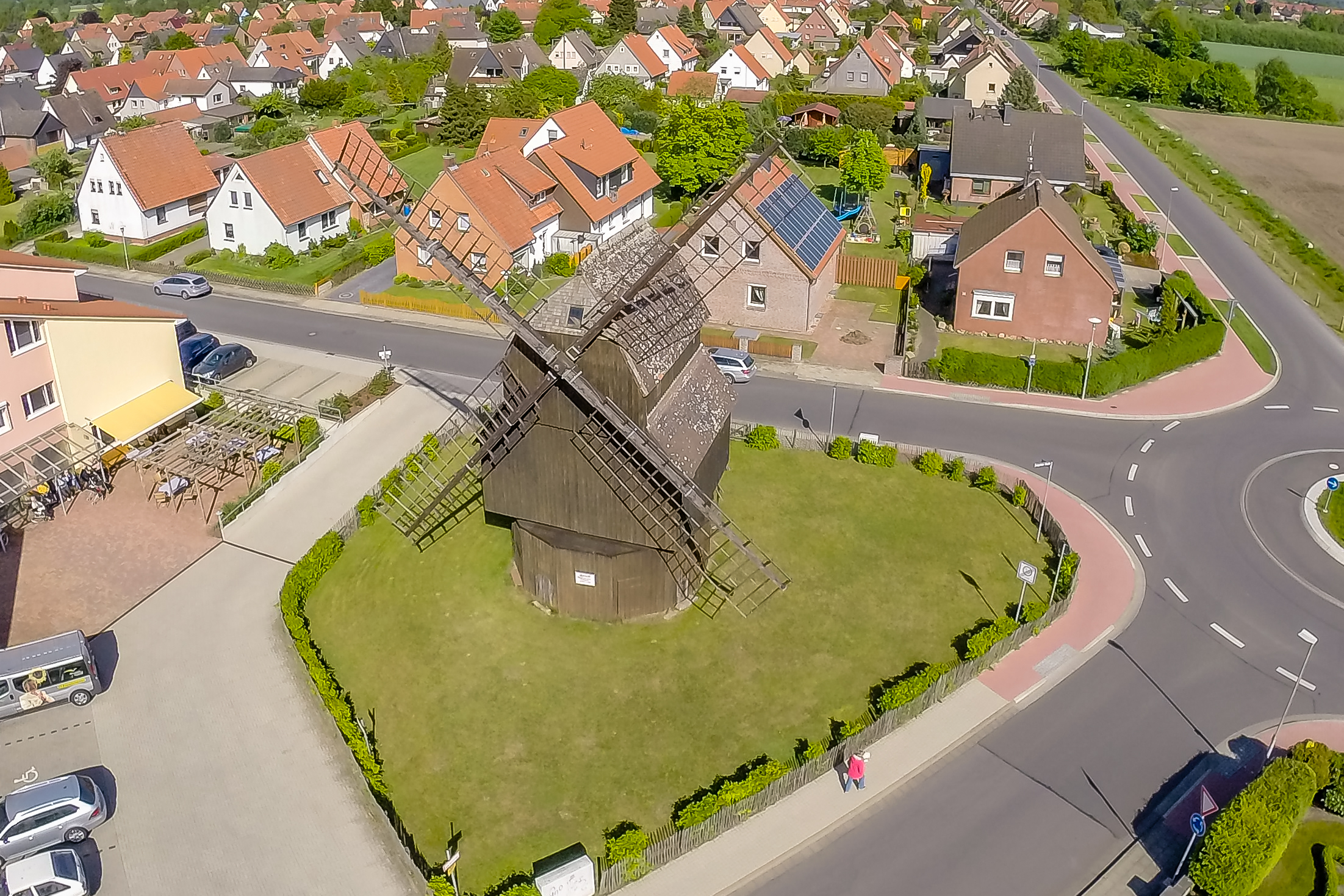
Standerdmolen te Hänigsen
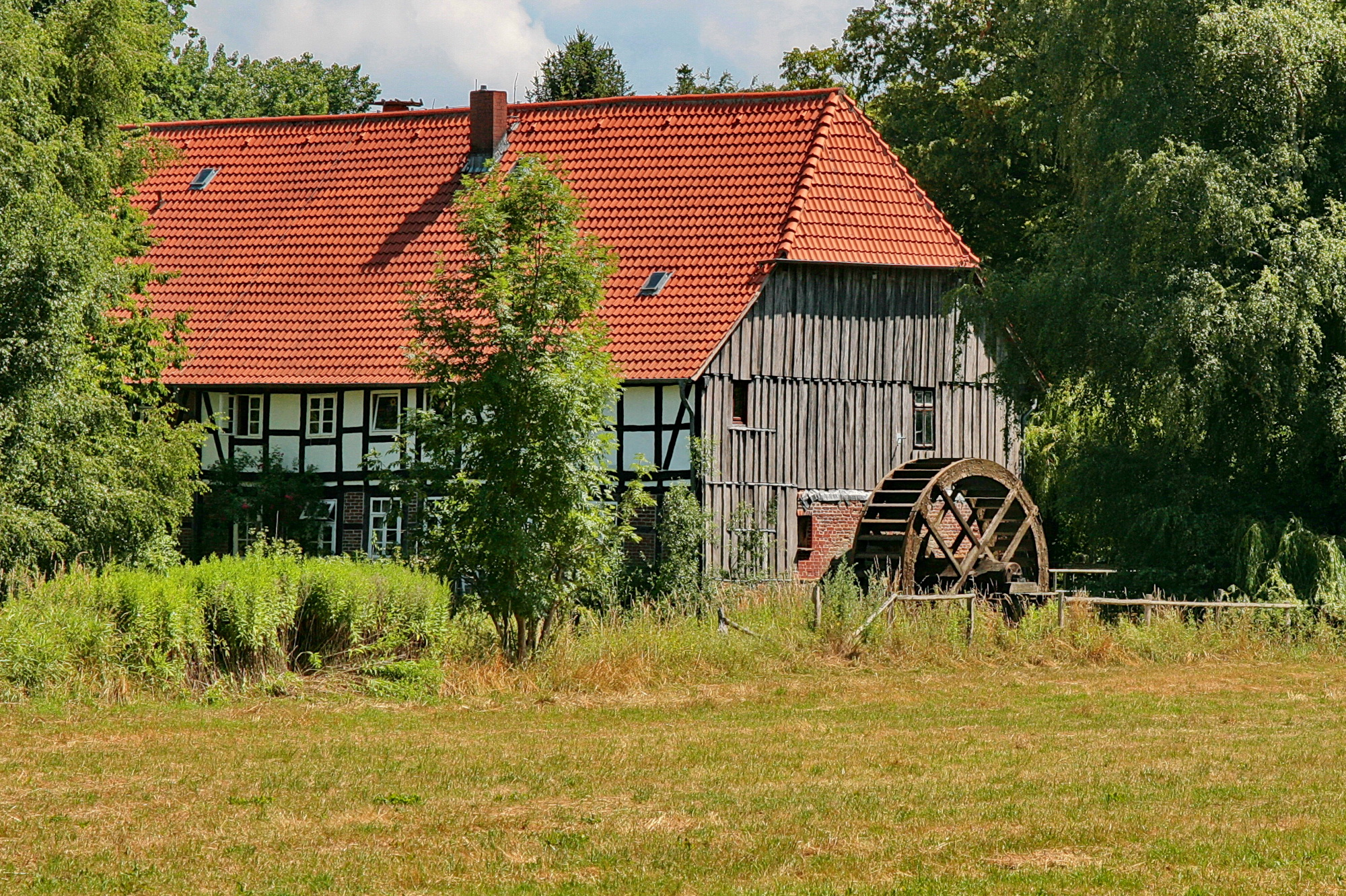
De watermolen van Eltze

## Partnergemeentes
- Balatongyörök, een vakantieplaats in Hongarije aan het Balatonmeer, jumelage sedert 1974
- Frohburg, Saksen, voormalige DDR, sedert 1990

## Geboren
Georg Friedrich Wreede  werd rond 1635 te Uetze  geboren. Hij was in de laatste jaren van zijn leven gouverneur van Nederlands Mauritius en stierf daar in 1672.
- Gemeinsame Normdatei: 4297257-7
- MusicBrainz: 13ffae10-59de-42cb-93ed-ca4ab60ef19d
- Virtual International Authority File: 242676852
- WorldCat: E39PCjyRPDhwRqC6GHV4CpjRyq

Barsinghausen ·
Burgdorf ·
Burgwedel ·
Garbsen ·
Gehrden ·
Hannover ·
Hemmingen ·
Isernhagen ·
Laatzen ·
Langenhagen ·
Lehrte ·
Neustadt am Rübenberge ·
Pattensen ·
Ronnenberg ·
Seelze ·
Sehnde ·
Springe ·
Uetze ·
Wedemark ·
Wennigsen (Deister) ·
Wunstorf